# WeRide
WeRide Inc. (Chinesisch: 文远知行) ist ein chinesisches Unternehmen für autonome Fahrtechnologie mit Hauptsitz in Guangzhou, Provinz Guangdong. Das Unternehmen unterhält zudem Standorte in Nordamerika, dem Nahen Osten, Südostasien und Europa. Mitte 2025 hatte das Unternehmen Zulassung für den Betrieb von autonomen Fahrzeugen in sechs verschiedenen Ländern und war damit weltweit führend. Mit dem Börsengang im Oktober 2024 wurde WeRide zudem zum ersten börsennotierten autonomen Fahrdienst.

## Geschichte
WeRide wurde 2017 im Silicon Valley von Tony Han gegründet, dem ehemaligen Chefwissenschaftler der Abteilung für autonomes Fahren von Baidu. An einer ersten Finanzierungsrunde im September 2017 beteiligte sich u. a. das Chipunternehmen Nvidia. Bei der Finanzierungsrunde im Oktober 2018 beteiligte sich die Autoallianz Renault-Nissan-Mitsubishi als Hauptinvestor und Renault und WeRide gingen später eine Partnerschaft ein.
WeRide begann am 28. November 2019 seinen Robotaxi-Dienst im Entwicklungsgebiet Huangpu in Guangzhou anzubieten. Im November 2020 gab WeRide bekannt, dass im ersten Jahr seines Robotaxi-Dienstes insgesamt 147.128 Fahrten für mehr als 60.000 Passagiere durchgeführt wurden. Im Januar 2021 stellte WeRide den Mini Robobus vor, einen autonom fahrenden Kleinbus.
Im April 2021 erhielt WeRide eine Genehmigung für autonome Testfahrten in Kalifornien. Ein selbstfahrender Lieferwagen mit dem Namen „WeRide Robovan“ wurde im September 2021 von WeRide eingeführt.  Im Dezember 2021 schloss WeRide in Zusammenarbeit mit Bayanat einen Testbetrieb mit autonomen Taxis auf Yas Island in den Vereinigten Arabischen Emiraten ab.
Im Januar 2022 schloss WeRide die Serie-D-Finanzierungsrunde ab, die gemeinsam von einem chinesisch-emiratischen Staatsfonds, Asia Investment Capital, Bosch, GAC Group und Carlyle Investment Group angeführt wurde und das Unternehmen mit 4,4 Milliarden US-Dollar bewertete. Bei einer weiteren Finanzierungsrunde im November erreichte WeRide eine Bewertung von 5 Milliarden US-Dollar.
Um gemeinsam eine Softwarelösung für fortschrittliche Fahrerassistenzsysteme (ADAS) zu entwickeln, ging WeRide im Mai 2022 eine Partnerschaft mit Bosch ein. Im folgenden September nahm WeRide seinen Betrieb in Singapur auf und schloss später eine Vereinbarung mit Strides, einer Tochtergesellschaft des singapurischen Verkehrsbetreibers SMRT Corporation.
Im Jahr 2023 erhielt WeRide die erste staatlich genehmigte nationale Lizenz der Vereinigten Arabischen Emirate für selbstfahrende Fahrzeuge auf den Straßen des Landes. Im Juni 2024 gaben WeRide und Uber eine strategische Partnerschaft bekannt, um die autonomen Fahrzeuge von WeRide zunächst in den Vereinigten Arabischen Emiraten auf die Uber-Plattform zu bringen. Der Dienst wurde zunächst in Abu Dhabi gestartet, wo ausgewählte WeRide-Fahrzeuge über die Uber-App verfügbar sind.
Der Börsengang von WeRide an der amerikanischen Technologiebörse NASDAQ erfolgte im Oktober 2024, wobei das Unternehmen 439,9 Millionen US-Dollar einnahm und unter dem Tickersymbol WRD notiert wurde. Damit ist es das erste börsennotierte Unternehmen für autonomes Fahren und das erste börsennotierte Robotaxi-Unternehmen.
Im Januar 2025 wurde das Unternehmen Teil eines vom Kanton Zürich und der Schweizerischen Bundesbahnen (SBB) finanzierten Projekts für den Test von autonomen Fahrzeugen auf Schweizer Straßen.
Im Februar 2025 kündigte WeRide seinen ersten vollständig fahrerlosen Robobus in Europa an. Dieser ist Teil einer Shuttle-Service-Partnerschaft mit beti, der Renault Group und Macif, die einen automatisierten Mobilitätsdienst der Stufe L4 in Drôme, Frankreich, umfasst. Das Unternehmen brachte außerdem das Robotaxi-Modell GXR in Peking auf den Markt. Im März wurde in Zusammenarbeit mit Renault der erste Testbetrieb für den Robobus in Spanien durchgeführt.
Im März 2025 wurde berichtet, dass WeRide zu Beginn des Jahres einen formellen Antrag auf eine Zweitnotierung an der Hong Kong Stock Exchange gestellt hatte.
Die Einführung des Robotaxi-Dienstes von WeRide in Saudi-Arabien wurde im Juli 2025 angekündigt. WeRide ist damit der erste Anbieter von autonomen Fahrdienstleitungen in dem Wüstenstaat. Die Markteinführung erfolgt in Partnerschaft mit dem Unternehmen Uber.

## Produkte

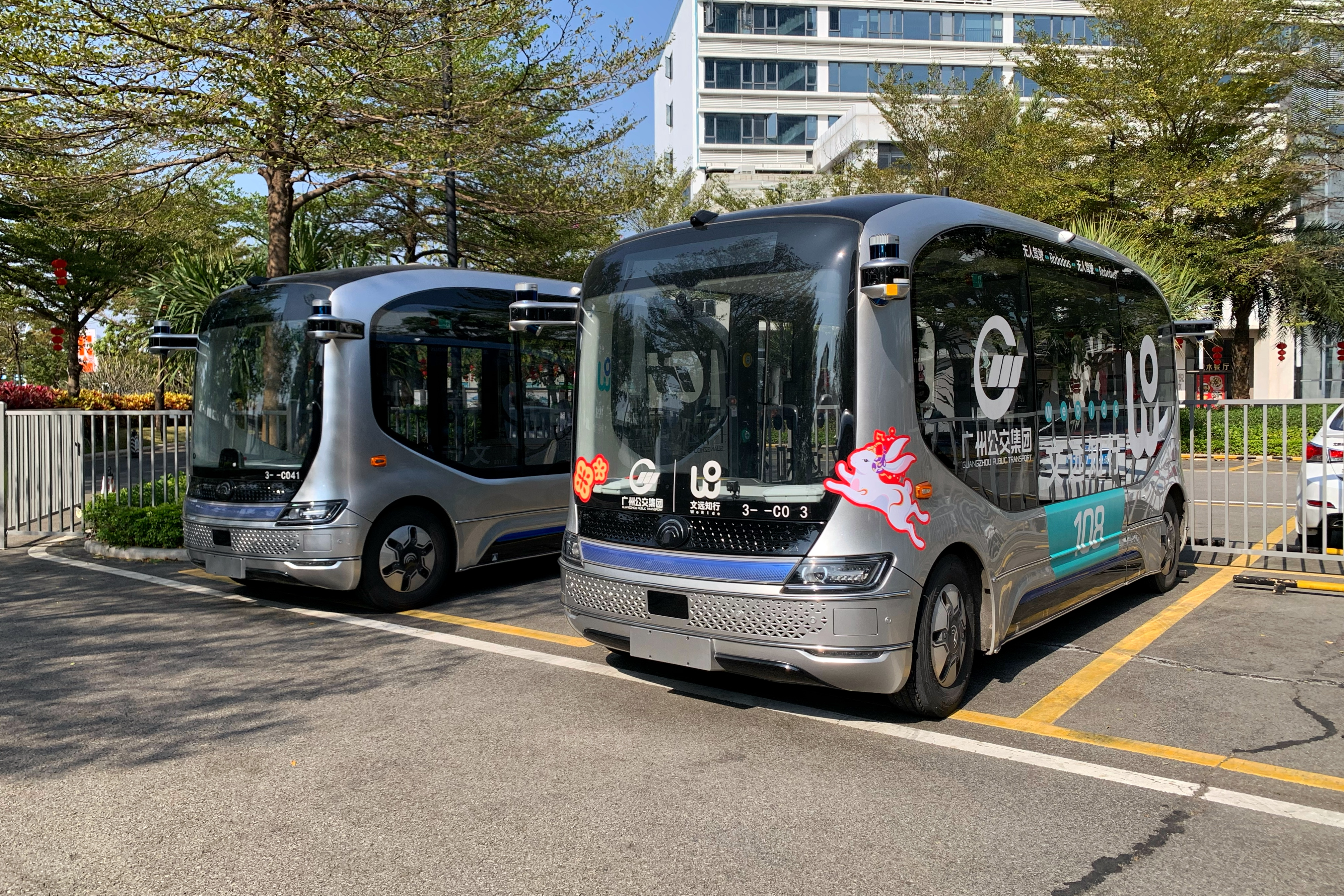
WeRide Mini Robobus in Guangzhou

WeRide hat die folgenden Produkte eingeführt:
- Robotaxi, ein autonome fahrendes Fahrzeug für den Personentransport (2019)
- Mini Robobus, ein autonom fahrender Kleinbus für den Personentransport (2021)
- Robovan, ein autonom fahrendes Lieferfahrzeug (2021)
- Robosweeper, ein autonomes Reinigungsfahrzeug (2024)
- L2 ADAS WePilot, ein Fahrerassistenzsystem (2024)